# 21 декабря
21 декабря — 355-й день года (356-й в високосные годы) по григорианскому календарю.
До конца года остаётся 10 дней.
До 15 октября 1582 года — 21 декабря по юлианскому календарю, с 15 октября 1582 года — 21 декабря по григорианскому календарю.
В XX и XXI веках соответствует 8 декабря по юлианскому календарю.
Один из дней, на которые в северном полушарии приходится зимнее солнцестояние, а в южном — летнее (вследствие високосного сдвига даты солнцестояния в разные годы могут отличаться на 1—2 дня).

## Праздники и памятные дни
См. также: Категория:Праздники 21 декабря

### Религиозные
Католицизм
- День святого Томаса

 Православие
- Память преподобного Патапия Фивского (VII в.)[4];
- память преподобного Кирилла Челмогорского (1367);
- память апостолов от 70 Сосфена, Аполлоса (Апеллия), Кифы, Тихика, Епафродита, Кесаря и Онисифора (I в.);
- память мучеников 62-х иереев и 300 мирян, в Африке от ариан пострадавших (477)[4];
- память мученицы Анфисы в Риме (V в.);
- память священномученика Сергия Орлова, пресвитера (1937).

Другие конфессии
- Йоль
- Коляда
- Праздник Митры.

### Именины
- Кирилл, Потап, Аполлос.

## События

### До XIX века
- 1140 — Конрад III начал осаду Вайнсберга.
- 1192 — около Вены герцог Леопольд V взял в плен английского короля Ричарда I Львиное Сердце.
- 1361 — испанские крестоносцы разбивают мусульман в битве при Линуэсе.

### XIX век
- 1868 — Битва при Ломас-Валентинас
- 1891 — в Спрингфилдском колледже 18 студентов провели первую в истории игру в баскетбол.
- 1898
  - Пьер и Мари Кюри открыли радий.
  - США установили военное правление на Филиппинах.
- 1899 — в России вышел первый номер журнала «Огонёк».

### XX век
- 1907 — резня бастующих рабочих чилийской армией в школе Санта-Мария. Количество жертв неизвестно, подсчёты доходят до 3 тысяч человек.
- 1913 — в нью-йоркской газете «New York World» опубликован первый в истории кроссворд, его составителем является Артур Уинн.
- 1916 — во время сильнейшего шторма в Северном море столкнулись и затонули два британских эсминца «Негро» (англ. HMS Negro) и «Хост[англ.]»; на первом корабле погиб 51 военнослужащий, на втором — 4 (по другим данным соответственно 80 и 196[5])[6].
- 1925 — в Москве состоялся первый показ фильма «Броненосец „Потёмкин“».
- 1928 — основан город Тупансиретан в Бразилии.
- 1937 — премьера первого полнометражного мультфильма Уолта Диснея «Белоснежка и семь гномов».
- 1939 — начало производственной деятельности одной из крупнейших судостроительных верфей России — завода № 402 (ныне ОАО «ПО „Севмаш“»).
- 1941 — 4-я армия освободила город Будогощь.
- 1953 — открыта Сталиногорская детская железная дорога.
- 1957 — принята конституция Гондураса[7].
- 1958 — Шарль де Голль избран первым Президентом Пятой французской республики.
- 1963
  - «Кровавое Рождество» на Кипре.
  - Основан France 2 — главный канал французского общественного телевидения.

- 1965 — в СССР произведён запуск ИСЗ «Космос-101».
- 1966 — СССР осуществил успешный запуск межпланетной станции «Луна-13».
- 1968 — США осуществили успешный запуск космического корабля «Аполлон-8». Начало первого пилотируемого полёта вокруг Луны.

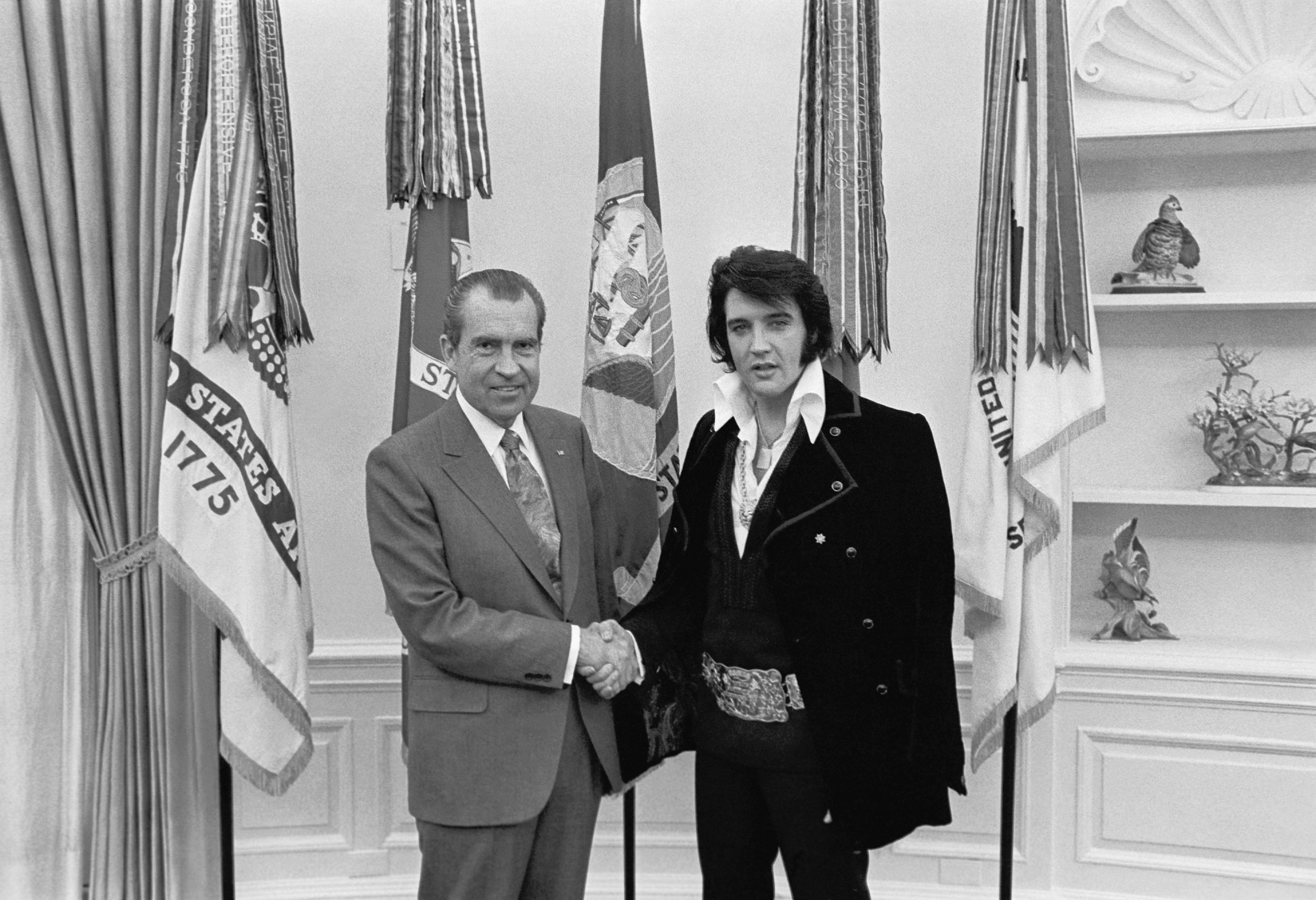
В этот день, в 1970 году, Элвис Пресли и Ричард Никсон встретились в Овальном кабинете Белого дома

- 1970 — в Овальном кабинете Белого дома произошла встреча терявшего популярность Ричарда Никсона и Элвиса Пресли, обстоятельства которой впоследствии были показаны в художественном фильме «Элвис встречает Никсона» (1997).
- 1976 — катастрофа Ан-22 «Антей» в Брянской области.
- 1984 — СССР осуществил успешный запуск межпланетной станции «Вега-2» для исследования планет Солнечной системы.
- 1988
  - Взрыв Boeing 747 над Локерби.
  - Первый полёт самолёта Ан-225 «Мрия».
- 1991 — упразднение СССР и создание Содружества Независимых Государств.
- 1992 — катастрофа DC-10 в Фару.
- 1993 — Указом № 2252 Б. Н. Ельцина был распущен Санкт-Петербургский Городской Совет Народных Депутатов («Ленсовет»).
- 1994 — принят Федеральный закон от 21 декабря 1994 г. № 69-ФЗ «О пожарной безопасности».
- 1995 — основан город Сан-Себастьян-ду-Анта в Бразилии.

### XXI век
- 2007
  - В Шенгенское соглашение вошли 9 стран ЕС — Литва, Латвия, Эстония, Польша, Чехия, Словакия, Словения, Венгрия и Мальта.
  - Открытие автозавода «Toyota Motor Corporation» в Санкт-Петербурге.
- 2009
  - С космодрома Байконур осуществлён запуск пилотируемого корабля «Союз ТМА-17».
  - В Бухаресте прошла инаугурация президента Румынии Траяна Бэсеску.
- 2012
  - Наиболее вероятная дата предполагаемого «конца света», якобы предсказанного календарём майя.
  - Впервые в истории YouTube и Интернета количество просмотров одного видеоклипа превысило 1 миллиард раз. Этим видео стал клип южно-корейского исполнителя PSY «Gangnam Style».

## Родились
См. также: Категория:Родившиеся 21 декабря

### До XIX века
- 1118 — Томас Бекет (убит в 1170), канцлер короля Англии Генриха II, архиепископ Кентерберийский (1162—1170).
- 1401 — Мазаччо (наст. имя Томмазо ди Сер Джованни ди Гвиди; ум. 1428), итальянский живописец.
- 1639 — Жан-Батист Расин (ум. 1699), французский драматург.
- 1773 — Роберт Броун (ум. 1858), британский ботаник, открывший явление, названное броуновским движением.
- 1796 — Томаш Зан (ум. 1851), белорусский поэт.

### XIX век
- 1804 — Бенджамин Дизраэли (ум. 1881), 40-й и 42-й премьер-министр Великобритании (1868 и 1874—1880), писатель.
- 1805 — Томас Грэм (ум. 1869), шотландский химик, один из основателей коллоидной химии.
- 1815 — Тома Кутюр (ум. 1879), французский художник-академист.
- 1834 — Адольф фон Зонненталь (ум. 1909), австрийский актёр.
- 1850 — Зденек Фибих (ум. 1900), чешский композитор.
- 1859 — Гюстав Кан (ум. 1936), французский поэт и прозаик-символист.
- 1861 — Беренд Пикк (ум. 1940), немецкий нумизмат.
- 1872 — Лоренцо, Перози (ум. 1956), итальянский композитор.
- 1878 — Ян Лукасевич (ум. 1956), польский логик и математик, академик.
- 1879 — (по официальным данным) Иосиф Виссарионович Сталин (при рожд. Джугашвили; ум. 1953), советский государственный и политический деятель, руководитель СССР с 1924 по 1953 г.
- 1890
  - Николай Аладов (ум. 1972), белорусский советский композитор, педагог, народный артист БССР.
  - Герман Джозеф Мёллер (ум. 1967), американский генетик, нобелевский лауреат по физиологии или медицине (1946).
- 1896 — Константин Рокоссовский (ум. 1968), советский военачальник, Маршал Советского Союза, дважды Герой Советского Союза.
- 1897 — Александр Беляков (ум. 1982), советский штурман, генерал-лейтенант авиации, Герой Советского Союза.
- 1900 — Всеволод Вишневский (ум. 1951), русский советский писатель, киносценарист, драматург, журналист, военный корреспондент.

### XX век
- 1904 — Пётр Кошевой (ум. 1976), маршал Советского Союза, дважды Герой Советского Союза.
- 1907 — Зоя Фёдорова (ум. 1981), киноактриса, заслуженная артистка РСФСР.
- 1909 — Сэйтё Мацумото (ум. 1992), японский писатель и журналист.
- 1912 — Рудольф Славский (ум. 2007), советский и российский клоун, цирковой режиссёр.
- 1914 — Иван Генералич (ум. 1992), хорватский художник-примитивист.
- 1917 — Генрих Бёлль (ум. 1985), немецкий писатель, переводчик, сценарист, лауреат Нобелевской премии (1972).
- 1918 — Курт Вальдхайм (ум. 2007), австрийский дипломат и политик, 4-й Генеральный секретарь ООН (1972—1981), президент Австрии (1986—1992).
- 1920 — Алисия Алонсо (ум. 2019), кубинская балерина, хореограф и педагог.
- 1925 — Ольга Аросева (ум. 2013), актриса театра и кино, народная артистка РСФСР.
- 1935
  - Фил Донахью (ум. 2024), американский журналист, телеведущий, режиссёр.
  - Джон Эвилдсен (ум. 2017), американский кинорежиссёр, лауреат премии «Оскар».
- 1936 — Леонид Шульман (ум. 2007), советский и украинский астроном, публицист и общественный деятель.
- 1937
  - Виктор Геращенко (ум. 2025), советский и российский экономист и банкир.
  - Леонид Квинихидзе (ум. 2018), советский и российский кинорежиссёр и сценарист.
  - Джейн Фонда, американская актриса, модель, писательница, продюсер, обладательница двух «Оскаров», четырёх «Золотых глобусов» и др. наград.
- 1940 — Фрэнк Заппа (ум. 1993), американский композитор, певец, гитарист, кинорежиссёр и сатирик.
- 1944 — Юрий Беляев, советский и российский писатель, учёный, общественный деятель.
- 1947 — Пако Де Лусия (наст. имя Франсиско Густаво Санчес Гомес; ум. 2014), испанский гитарист-виртуоз.
- 1948 — Сэмюэль Джексон, американский актёр кино и телевидения, продюсер.
- 1949 — Тома Санкара (убит в 1987), политический деятель Буркина-Фасо, президент страны в 1983—1987 гг.
- 1954 — Крис Эверт, американская теннисистка, экс-первая ракетка мира, победительница 18 турниров Большого шлема в одиночном разряде
- 1957 — Рэй Романо, американский актёр и стендап-комик.
- 1958 — Тамара Быкова, советская легкоатлетка, чемпионка мира по прыжкам в высоту (1983).
- 1959
  - Флоренс Гриффит-Джойнер (ум. 1998), американская легкоатлетка, трёхкратная олимпийская чемпионка (1988).
  - Кей Уортингтон, канадская спортсменка, двукратная олимпийская чемпионка по академической гребле (1992).
- 1960 — Алексей Рыбин, российский гитарист, участник первого состава рок-группы «Кино», журналист, писатель, издатель.
- 1963 — Дмитрий Рогозин, российский политик и государственный деятель, с 2018 по 2022 г. гендиректор госкорпорации «Роскосмос».
- 1966 — Кифер Сазерленд, канадский актёр, продюсер, режиссёр, автор-исполнитель, лауреат премий «Эмми», «Золотой глобус».
- 1967 — Михаил Саакашвили, грузинский и украинский политик, президент Грузии в 2004—2007 и 2008—2013 гг.
- 1969 — Михаил Землинский, латвийский футболист и политик.
- 1973
  - Ираклий Аласания, грузинский государственный деятель, министр обороны Грузии (2012—2014).
  - Матиас Альмейда, аргентинский футболист и тренер.
  - Томаш Сикора, польский биатлонист, чемпион мира (1995), серебряный призёр Олимпийских игр (2006).
- 1975 — Палома Эррера, аргентинская балерина.
- 1977
  - Эмманюэль Макрон, французский политик, 25-й президент Франции (с 2017).
  - Анфиса Чехова (при рожд. Александра Корчунова), российская теле- и радиоведущая, певица, актриса.
- 1981 — Кристиан Дзаккардо, итальянский футболист, чемпион мира (2006).
- 1987
  - Денис Алексеев, российский легкоатлет.
  - Венсан Ванаш, бельгийский игрок в хоккей на траве, олимпийский чемпион (2020).
- 1989 — Йорин тер Морс, нидерландская спортсменка, трёхкратная олимпийская чемпионка по конькобежному спорту, призёр Олимпийских игр по шорт-треку.
- 1996 — Кейтлин Дивер, американская актриса.

## Скончались
См. также: Категория:Умершие 21 декабря

### До XIX века
- 1375 — Джованни Бокаччо (р. 1313), итальянский писатель, автор «Декамерона».
- 1549 — Маргарита Наваррская (р. 1492), французская принцесса, сестра короля Франциска I.
- 1597 — Пётр Канизий (р. 1521), голландский иезуит, лидер контрреформации в Германии, католический святой.
- 1610 — убит Лжедмитрий II, самозванец, выдававший себя за сына Ивана Грозного царевича Дмитрия.
- 1730 — князь Михаил Голицын (р. 1675), русский полководец, генерал-фельдмаршал, участник Северной войны.
- 1765 — Прокоп Дивиш (р. 1698), чешский священник и учёный, изобретатель молниеотвода.

### XIX век
- 1805 — Мануэл Мария Барбоза ду Бокаже (р. 1765), португальский поэт.
- 1824 — Джеймс Паркинсон (р. 1755), английский врач, химик и геолог.
- 1845 — Роберт Генри Сейл (р. 1782), британский генерал, участник Первой англо-афганской войны.
- 1862 — Карл Крайль (р. 1798), австрийский астроном и метеоролог.
- 1868 — Иван Снегирёв (р. 1793), русский историк, этнограф, фольклорист, археолог, искусствовед.
- 1872 — Эмброуз Райт (р. 1826), генерал армии Конфедератов во время Гражданской войны в США.
- 1882 — Франческо Айец (р. 1791), итальянский живописец.
- 1889
  - Бенджамин Генри Дэй[англ.] (р. 1810), американский журналист, основатель газеты «Нью-Йорк сан».
  - Фридрих Август Квенштедт (р. 1809), немецкий геолог и минералог.
- 1890 — Нильс Гаде (р. 1817), органист, скрипач, дирижёр, крупнейший датский композитор XIX века.

### XX век
- 1907 — Клара Гитлер (р. 1860), мать Адольфа Гитлера.
- 1917 — Вильгельм Трюбнер (р. 1851), немецкий художник, живописец-портретист и пейзажист.
- 1918 — убит Фёдор Келлер (р. 1857), российский генерал, граф, один из руководителей Белого движения.
- 1933 — Кнуд Йохан Расмуссен (р. 1879), датский этнограф, исследователь Гренландии и арктической Америки.
- 1937 — Фрэнк Биллингс Келлог (р. 1856), 45-й Госсекретарь США, лауреат Нобелевской премии мира (1929).
- 1940 — Фрэнсис Скотт Фицджеральд (р. 1896), американский писатель.
- 1942 — Франц Боас (р. 1858), американский учёный, один из основателей современной антропологии.
- 1944 — Исабелино Градин (р. 1897), уругвайский футболист, нападающий, двукратный чемпион Южной Америки.
- 1945 — Джордж Паттон (р. 1885), американский генерал, один из создателей бронетанковых войск США.
- 1950 — Николай Яковлев (р. 1869), театральный актёр и режиссёр, народный артист СССР.
- 1954
  - Иван Ильин (р. 1883), русский философ, писатель, теоретик религии и культуры.
  - Владимир Легошин (р. 1904), советский кинорежиссёр.
- 1956 — Михаил Геловани (р. 1893), актёр и режиссёр театра и кино, народный артист СССР.
- 1958 — Лион Фейхтвангер (р. 1884), немецкий писатель.
- 1964 — Арази (настоящее имя Мовсес Арутюнян; р. 1878), армянский советский писатель.
- 1967
  - Виталий Полицеймако (р. 1906), актёр театра и кино, народный артист СССР.
  - Стюарт Эрвин (р. 1903), американский актёр, номинант на премию «Оскар».
- 1972 — Пауль Хауссер (р. 1880), немецкий военный деятель, оберстгруппенфюрер СС и генерал-полковник войск СС, один из создателей и руководителей войск СС.
- 1987 — Жак Сигюр (р. 1920), французский киносценарист.
- 1988 — Николас Тинберген (р. 1907), голландский зоолог, один из основателей современной этологии.
- 1992
  - Альберт Кинг (р. 1923), американский блюзовый певец, гитарист, автор песен.
  - Натан Мильштейн (р. 1904), американский скрипач.
- 1993
  - Кола Бельды (р. 1929), советский эстрадный певец.
  - Иван Козловский (р. 1900), оперный и камерный певец (тенор), народный артист СССР.
  - Маргарита Николаева (р. 1935), советская гимнастка, двукратная олимпийская чемпионка (1960).
- 1999 — Владимир Воробьёв (р. 1937), советский и российский режиссёр театра и кино, актёр, сценарист.

### XXI век
- 2006 — Сапармурат Ниязов (р. 1940), советский и туркменский партийный и государственный деятель, руководитель Туркменистана (1985—2006).
- 2010
  - Энцо Беарзот (р. 1927), итальянский футболист и тренер, главный тренер сборной Италии на победном чемпионате мира 1982 г.
  - Валериу Гажиу (р. 1938), советский и молдавский кинорежиссёр и сценарист.
  - Вера Миллионщикова (р. 1942), советский и российский врач, одна из зачинателей паллиативной медицины в России.
- 2014 — Душан Драгосавац (р. 1919), югославский государственный и партийный деятель.
- 2016 — Вячеслав Шалевич (р. 1934), актёр театра и кино, народный артист РСФСР.
- 2020 — Александр Курляндский (р. 1938), советский и российский писатель, сатирик и драматург, сценарист мультипликационных фильмов («Ну, погоди!», «Возвращение блудного попугая» и др.), лауреат Государственной премии СССР (1988).
- 2023 — Роберт Солоу (р. 1924), американский экономист, лауреат Нобелевской премии (1987). Член Национальной академии наук США (1972).

## Народный календарь
- В этот день красная шелчинка по серебряному полю снуёт, а в светцах лучина трещит[8].
- На Анфису девка шьёт, но лишний глаз при том шитье — на сглаз, потому в эти вечера отговаривают деву-красу от порч.
- В этот день нить-шелчинку вокруг запястья следует обвить, чтобы не уколола пальцев девка, чтобы зевоты-икоты к ней не привязались[9].